# Гелон

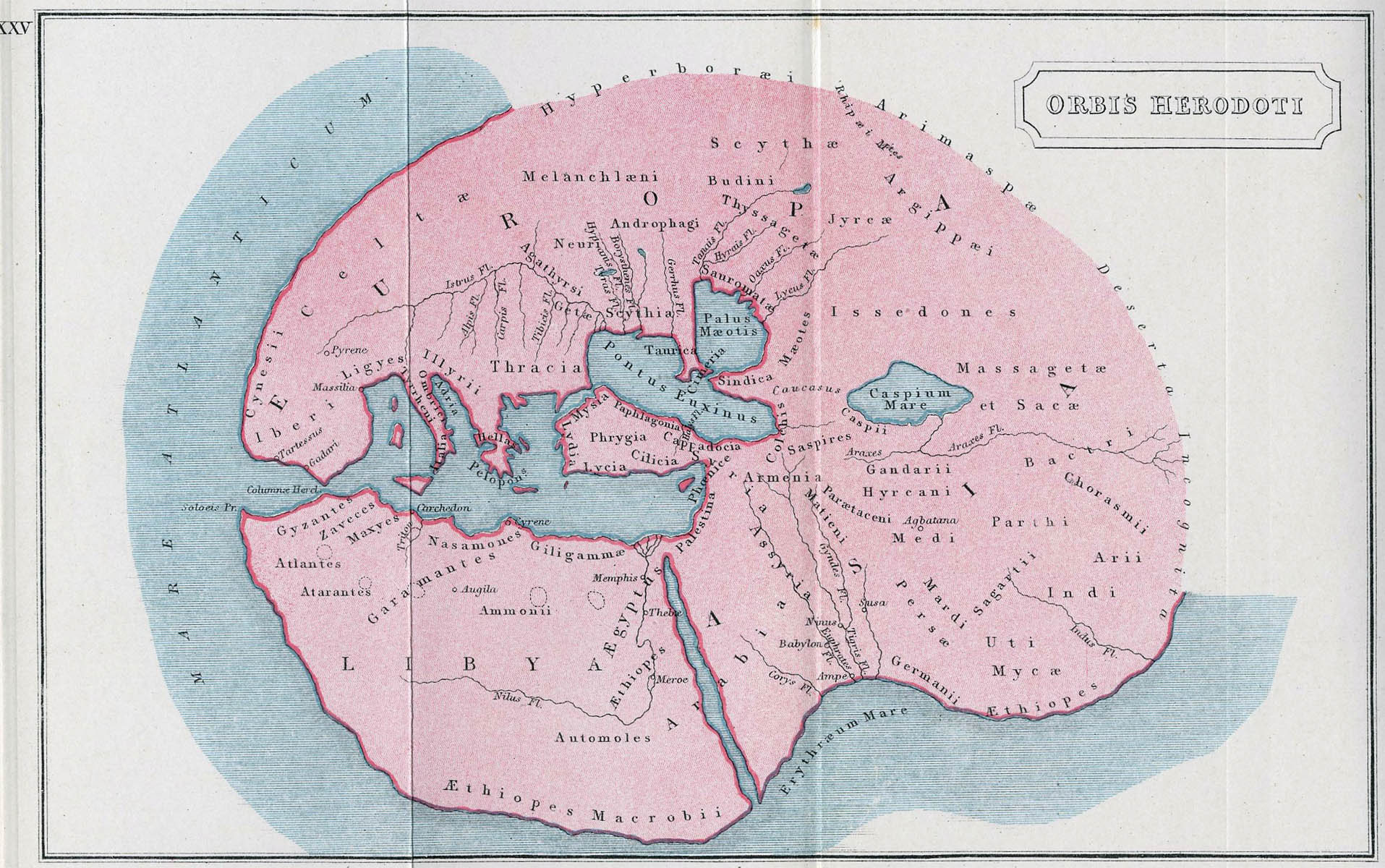
Мапа «Світ Геродота» (друк XIX ст.).
На мапі позначені будини — згідно з Геродотом, Гелон розташований у їхніх землях

Гелон або Гелонос (дав.-гр. Γελωνός) — легендарне велике місто VI—V ст. до н. е., єдиним джерелом відомостей про яке є «Історії» давньогрецького історика та мандрівника Геродота. У своїх нотатках він розташовує місто в північній частині Скіфії у землях племені будинів і зазначає, що його основним населенням були гелони — нащадки стародавніх греків-переселенців з Північного Причорномор'я.
Геродот дізнався про Гелон з розповідей грецьких купців, а сам у ньому ніколи не був, тому більшість сучасних істориків вважають інформацію про місто недостовірною. Як відповідник Гелону у XIX—XX ст. пропонувалися різні протоміста минулого, однак нині ці гіпотези вважаються малоймовірними. Популярною є гіпотеза професора Бориса Шрамка, яка з Гелоном ототожнює скіфське Більське городище на річці Ворскла у Полтавській області.

## Свідчення Геродота
«Батько історії» описав місто кількома реченнями:
|  | Щодо будинів... В їхній країні побудовано дерев'яне місто, що називається Гелон. Кожна частина його муру має завдовжки тридцять стадій, а мур високий і дерев'яний. І житла в них дерев'яні, а також і святилища. Є там святилища еллінських богів, обладнані по-еллінському, із статуями і жертовниками і з унутрішніми дерев'яними храмами. У кожні три роки вони святкують діонісії і вакхічно божеволіють. |

За Геродотом, Гелон — велике місто з дерев'яним муром навколо, кожна сторона якого має довжину трохи більше ніж 6 км (30 стадій), завдяки чому його периметр можна оцінити у 22—26 км. Також в «Історіях» автор коротко розповідає про населення міста, яке він називає «гелонами». На його думку, гелони є нащадками греків Північного Причорномор'я, які переселилися у землі будинів: не випадково для позначення міста він використовує типовий для грецької політичної лексики термін «поліс» (грец. πόλις), хоча опис самого міста подано в урбаністичному, а не політичному сенсі.
У своїх нотатках Геродот записав оповідь про війну перського царя Дарія I проти скіфів у 514/513 до н. е., в якій гелони виступили союзниками останніх і приєдналися до їхньої армії. Під час бойових дій, скіфи та їхні союзники змушені були відступати у глиб своєї країни, а перси спалили їхнє місто, яким, як вважають деякі історики, і був Гелон:
|  | ...коли вони[перси] вдерлися до країни будинів, вони знайшли там дерев'яне місто, з якого будини повтікали і зовсім залишили його напризволяще, а перси спалили його. |

## Критика відомостей Геродота
Значна частина істориків вважає розповідь Геродота про Гелон, як і багато інших сюжетів його книг, недостовірною й не вбачають підстав шукати археологічний відповідник вказаного міста. Дослідники праць Геродота вважають, що він сам у місті ніколи не був, а записав чутки про нього від грецьких купців.

### Можливий археологічний відповідник
Повідомлення про великі розміри міста вважаються ключовими для пошуку його археологічного відповідника. Аналіз усієї сукупності відомостей, які наводить Геродот про розміри міст у своїй «Історії», показує, що в жодному випадку не вдається знайти близької відповідності між наведеними ним параметрами та незалежними даними з інших джерел, насамперед археології. Показовим є його детальний опис Вавилону, для якого вказані розміри в 480 стадій (85,2 км). В той самий час (VI—V ст. до н. е.), в клинописних текстах Набоніда периметр міських стін визначено в 14400 ліктів — це 7,2 км), що близько до даних археології (8,15 км). Тобто, Геродот, про якого достеменно відомо, що він жив певний час у Вавилоні, перебільшив його реальні розміри у понад 10 разів, а Гелона він навіть не бачив, тому складно вважати надійним джерелом вказані параметри розміру стін.

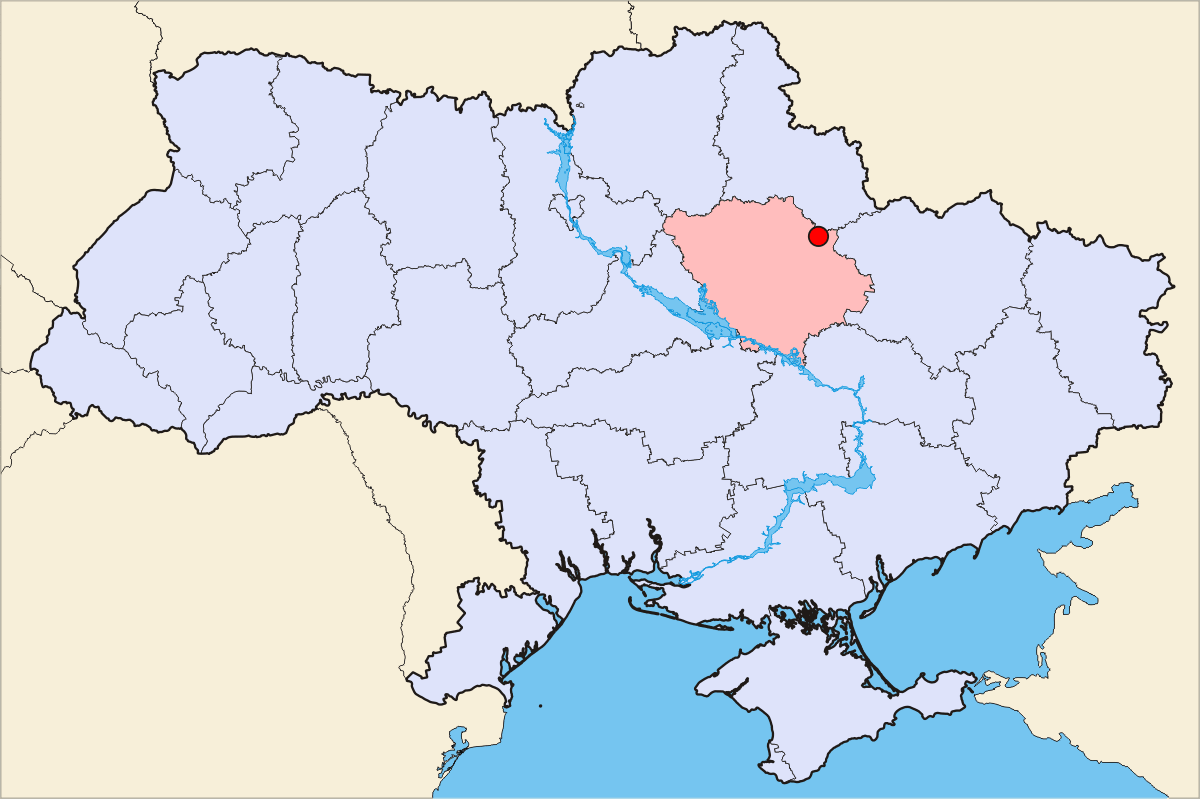
Розташування Більського городища на мапі України

Нині популярною є гіпотеза доктора історичних наук Бориса Шрамка, який ототожнював легендарний Гелон з Більським городищем, яке розташоване біля села Більськ, на річці Ворскла, на межі Полтавської та Сумської областей. На користь цієї версії свідчать час існування городища (VI—V ст. до н. е.), приблизна довжина стін (~26 км) та характер забудови (дерев'яні стіни і дерев'яно-глиняні споруди всередині міста). Разом з тим, між описом легендарного міста та скіфським городищем є багато невідповідностей. У Гелоні були чітко описані храми, статуї, вівтарі та навіть культ Діоніса, але нічого з цього переліку не виявлено під час розкопок у Більському городищі, серед археологічних релігійних знахідок є лише примітивні глиняні антропоморфні фігурки. Серед всіх графіті городища не було знайдено жодного грецького напису, що ставить під великий сумнів тезу, що в ньому проживала значна кількість греків. Як відомо, перси наступали від Дунаю на схід і спочатку вони перейшли Танаїс (Дон) і лише після цього підійшли до Гелона, тому місто мало б бути розташоване на лівобережжі Дону або лівобережжі Сіверського Донця, а не на лівобережжі Дніпра. Окрім того, згідно з описом, Гелон мав чотирикутну форму, а Більське городище має трикутну форму.

### Спалення міста
Уривок про спалення міста розташовано значно нижче від опису Гелона і тому думки дослідників, чи тут взагалі йдеться про нього, чи вже розповідається про інше місто, розділилися. Оскільки перед цим у «Історіях» згадувалося лише одне дерев'яне місто у землях будинів — Гелон, відтак історик та академік АН СРСР Борис Рибаков (сер. XX ст.) був переконаний, що спалили саме його. Натомість українські доктори історичних наук Євген Черненко і Петро Толочко (кін. XX ст.) заперечували цю можливість і стверджували, що перси фізично не могли зайти так далеко на північ у землі будинів і тому Гелон не міг постраждати. Українські професори висунули гіпотезу, що в цьому уривку йдеться про спалення іншого міста. Цю версію українських науковців, в якій перси не йшли далеко на північ, підтверджує дослідник  Борис Шрамко, який не виявив слідів згарища всередині оборонних споруд Більського городища, тобто воно не постраждало в період Скіфо-перської війни.
Українські археологи поч. XXI ст. звернули увагу, що присутність численного перського війська у Північному Причорномор'ї не фіксується археологічними знахідками. Наприклад, в Ольвії знайдено лише кілька близькосхідних артефактів у одному з некрополів. На цій підставі к. і. н. Олександр Шелехань та професор Михайло Відейко висловлюють сумніви стосовно переходу армії персів через Дністер, а можливість їхнього походу на північ до земель будинів навіть не розглядається.

### Гіпотеза про емпорій
Російський археолог і доктор історичних наук Олександр Медведєв у своїх працях висловлює здогад, що Геродот розповідає не про окреме місто, а про квартал грецьких купців всередині варварського городища і, як приклад такого давньогрецького емпорію, наводить скіфське Єлизаветівське городище над Доном. Деякі дослідники пропонують версію, що Гелон — це грецька торгова факторія (емпорій) з власним культурним центром всередині Більського городища.

### Інші гіпотези
У XIX — пер. пол. XX ст. були спроби ототожнити Гелон з різними городищами на північ від Дону. Зокрема, як відповідник російським істориком Іваном Забєлєним пропонувалося городище Укек, що розташоване на території нинішнього Саратова. Однак, ця та інші подібні гіпотези не підтверджуються археологічними матеріалами.

## В культурі
Версію Бориса Шрамка, що Більське городище є Гелоном, активно пропагують працівники історико-культурного заповідника «Більськ»: для просування і популяризації заповідника, його працівники у 2017 році висунули ідею і організували фестиваль «Гелон-фест». Культурно-просвітницький захід допоміг привернути увагу громадськості до городища та сприяв збільшенню напливу туристів. Згодом фестиваль став щорічним.

### Довідники
- Будины, народ // Энциклопедический словарь : в 86 т. (82 т. и 4 доп.). — СПб. : Ф. А. Брокгауз, И. А. Ефрон, 1890—1907. (рос.)
- Гелон // Енциклопедія історії України : у 10 т. / редкол.: В. А. Смолій (голова) та ін. ; Інститут історії України НАН України. — К. : Наукова думка, 2004. — Т. 2 : Г — Д. — С. 68. — ISBN 966-00-0405-2.

### Книжки
- Геродот. Історії в дев'яти книгах / переклад з давньогрецької А. Білецького. — Київ : Наукова думка, 1993.
- Владимир Сядро. Загадочный скифский город Гелон, или о чем не знал Геродот // 50 знаменитых загадок истории Украины. — Харків : Фоліо, 2010. (рос.)
- Бессонова С. С., Гаврилюк Н. О., Зубар В. М. та ін. Том 2. Скіфо-антична доба // Давня історія України (в трьох томах) / П. П. Толочко. — Київ : Наукова думка, 1998. — Т. 2. — 496 с. — ISBN 966-02-0726-3.
- Н. С. Абашина, М. Ю. Відейко, О. В. Гопкало та ін. Том 1. Від кіммерійців до Русі (Х ст. до н. е. — ІХ ст.) // Історія цивілізації. Україна / Т. І. Шкарупа. — Харків : Фоліо, 2019. — Т. 1. — 586 с. — ISBN 978-966-03-8941-0.
- Олександра Нейхард[ru]. Скифский рассказ Геродота в отечественной историографии. — Л. : Наука, 1982. — 241 с. (рос.)

### Статті
- А. П. Медведев. Гелон Геродота: к проблеме соотношения античного нарратива и историко-археологических реалий. — Саратов, 2002. — Т. «Античный мир и археология»., № 11. — С. 131—140. (рос.)
- И. Б. Шрамко. Новые данные о наземных жилищах у населения Днепровской Лесостепи в скифскую эпоху. — 2005. — Т. Древности, № 11. — С. 24—34. (рос.)